# Mesh-WLAN
Ein Mesh-WLAN (englisch mesh ‚ineinandergreifen‘, ‚vermaschen‘) ist ein drahtloses lokales Netzwerk aus mehreren WLAN-Komponenten, das durch Verbindung und gemeinsame Steuerung der Komponenten (Basis und Satelliten) von den im „Mesh-Bereich“ befindlichen Endgeräten als ein einheitliches WLAN gesehen wird und einen möglichst flächendeckenden Empfang bei gleichbleibender Übertragungsgeschwindigkeit gewährleisten soll. Diese Komponenten können z. B. ein Router mit Access Point und weitere WLAN-Geräte wie Repeater oder Powerline-Adapter sein.

## Motivation
Der Wechsel eines Endgeräts von einer WLAN-Komponente (WLAN-Funkzelle) zu einer anderen ist in einfachen WLAN-Netzwerken Aufgabe des Endgeräts. Insbesondere bei mobilen Endgeräten ist dieses Roaming (englisch roam ‚herumwandern‘, ‚streunen‘, ‚umherschweifen‘) zwischen mehreren WLAN-Stationen oft eine Schwachstelle. Ein Mesh-WLAN-System soll das Roaming verbessern: Die Komponenten eines Mesh-WLANs greifen aktiv ein und unterstützen die Endgeräte beim Übergang zu einer anderen WLAN-Station oder einem anderen Frequenzband mit der leistungsfähigsten Verbindung an ihrem jeweiligen Standort.
Auch Controller-basierte WLAN-Access-Points, die kein Meshing anbieten, unterstützen unter Umständen Mechanismen, um ein besseres Roaming zu ermöglichen. Roamingfunktionen basieren größtenteils auf einem zentralen Management, was bei Geräten, die echtes Meshing anbieten, obligatorisch, aber nicht ausschließlich dort zu finden ist.

## Merkmale
Einheitliche herstellerübergreifende Merkmale, die den seit 2016 vermehrt im Marketing für Heimnetzwerke verwendeten Begriff Mesh definieren, sind nicht festgelegt. Als Grundmerkmale werden aber für den Verbund der aktiven WLAN-Mesh-Komponenten folgende Eigenschaften gesehen:
- automatische Verbindung der Mesh-Komponenten untereinander und Synchronisation aller Einstellungen und Firmware-Updates
- automatischer unterbrechungsfreier Übergang eines WLAN-Endgeräts von einer Mesh-Komponente zu einer anderen (Access-Point-Steering): das Mesh entscheidet von sich aus, welche Station gerade für ein Endgerät die beste Leistung liefert – insbesondere auch für mobile Endgeräte im Mesh-Bereich
- automatische Zuweisung des am Standort des Endgeräts leistungsfähigsten Frequenzbandes (Band Steering, z. B. Zuweisung des 2,4- und des 5-GHz-WLAN-Bands)

### Vorteile
- Hohe bis komplett flächendeckende Empfangsabdeckung
- wenig Verlust bei der Übertragungsrate
- gleicher (Funk-)Netzwerkname (SSID) aller Komponenten für die Endgeräte

### Nachteile
- höhere Anschaffungskosten im Vergleich zu einem einfachen Access Point (kaum noch bedeutend)
- höherer Energieverbrauch, weil die Mesh-Komponenten möglichst ständig eingeschaltet bleiben sollten, um die Funktionalität zu gewährleisten
- Bindung an einen Hersteller, da in der Regel nur Komponenten eines Herstellers ein Mesh bilden (obwohl mit IEEE 802.11s ein herstellerunabhängiger Standard existiert)